# Кубаба
Кубаба — персонаж шумеро-аккадской, а затем хурритской (под именем Хебат), лидийской (под именем Кував), лувийской и фригийской (под именем Кибеба) мифологий.

## Кубаба-царица
В хрониках Эсагила Кубаба (шумерс. Куг-Бау) — единственная женщина, указанная в Шумерском царском списке. Там говорится, что её правление приходилось на III династию Киша. Согласно списку, вначале Кубаба была владелицей таверны. Получив власть, она правила 100 лет, добившись независимости от правителя Лагаша Энаннатума I и Эншагкушаны Урука. В хронике Эсагилы говорится, что она была современницей Пузур-Нираха из Акшака, и за её лояльность Мардуку он дал ей власть «над всем миром» (строки 38-45).

## Кубаба-богиня
Впоследствии Кубаба почиталась как богиня в разных частях Месопотамии. В частности, она была богиней, охраняющей город Каркемиш. Её образ мог повлиять на становление культа богини-матери Кибелы в Анатолии.
Принято считать, что на рельефе, находящемся в Музее Анатолийских древностей (в Анкаре, Турция), изображена именно она. Богиня представлена в высоком головном уборе с зеркалом в одной руке и с плодом граната в другой.
Однако существует иная точка зрения, согласно которой ею была богиня алкогольных напитков Нинкаси (дочь Энки и Нинхурсаг), которая также являлась владелицей таверны, царицей Кубабой.